# Projām
Projām é um filme mudo de animação de 2019, dirigido e animado por Gints Zilbalodis, um cineasta letão, que também escreveu o roteiro e gravou a trilha sonora. É animado usando o programa de computador Autodesk Maya.

## Enredo
O filme acompanha um garoto que salta de paraquedas em terra firme, onde encontra uma motocicleta e um pássaro ferido. Com estes, ele parte para atingir um objetivo inicialmente desconhecido, perseguido por um monstro gigante sombrio, que drena a vida de cada ser vivo que cruza seu caminho. O filme é dividido em diferentes capítulos, cada um nomeado individualmente.

## Lançamento
Foi apresentado no Festival Internacional de Cinema de Animação de Annecy de 2019, ganhando o Prêmio Contrechamp. Também foi apresentado no Festival de Cinema de Tóquio, e no Festival Internacional de Animação de Londres.

## Recepção
No site agregador de resenhas Rotten Tomatoes, 100% das 31 avaliações dos críticos são positivas, com uma classificação média de 8,2/10. O consenso do site diz: "Uma odisseia assustadora e revigorante, a visão de Projām levará o público para seu oásis deslumbrante." O Metacritic, que usa uma média ponderada, atribuiu ao filme uma pontuação de 77 em 100, com base em 6 críticos, indicando avaliações "geralmente favoráveis". A Variety elogiou os aspectos visuais e da trilha sonora do filme, mas destacou as fraquezas na narrativa. Alguns críticos falaram sobre a natureza surreal da obra e a trilha sonora minimalista. Vários críticos se concentraram no esforço necessário para uma única pessoa criar um filme de animação inteiro, e nas oportunidades que o software de animação moderno oferece aos cineastas independentes.

## Prêmios
Projām foi indicado ao Prêmio Annie de Música em uma Produção de Longa-Metragem no 47º Annie Awards. O filme ganhou o prêmio de Melhor Filme de Animação no Lielais Kristaps de 2019, o maior prêmio de cinema da Letônia. O júri do prêmio Lielais Kristaps (que incluiu Lolita Ritmanis, Boriss Frumins, Larisa Gūtmane, Dāvis Sīmanis, Zane Balčus e Arvīds Krievs) também comentou sobre a conquista de uma pessoa fazendo um filme inteiro, afirmando "Ao conceder o prêmio, o júri quer enfatizar o mundo de fantasia visual e sonora único do filme, que o autor criou de forma convincente sozinho."